# Tia Texada
Tia Nicole Tucker (Louisiana, 14 de dezembro de 1971), conhecida pelo pseudônimo de Tia Texada, é uma atriz, dubladora e cantora norte-americana. Seu papéis mais conhecida são de sargento Maritza Cruz em Third Watch e no filme Por um Fio.

## Biografia e Carreira
Texada nasceu na Louisiana, filha de mãe reflexologista e pai agente carcerário. Gostava de atuar desde jovem. Participou de vários filmes como Paulie (1998), Nurse Betty (2000), Glitter (2001), Por um Fio (2003) e Spartan (2004). Porém, seus mais reconhecidos papéis são em séries televisivas. Sua personagem mais famosa é Maritza Cruz, na série dramática Third Watch, onde Texada foi uma das protagonistas. Recentemente, fez participação na série The Unit. Texada também é cantora, tendo algumas músicas sendo parte da trilha sonora da série Dawson's Creek. Texada também usa a voz para fazer comerciais para televisão. Tia Texada também fez alguns trabalhos como dubladora de desenhos animados.

## Filmografia
Cinema e filmes feitos para TV somente (TV):
- The Line-Up (2007) (TV)
- 5up 2down (2006) .... Maria
- bgFATldy (2006) .... Darla Rosepetal
- The Line-Up (2006) (TV) .... Angel Peraza
- Spartan (2004) .... Jackie Black
- Welcome to the Neighborhood (2003) .... Stephanie
- Por um Fio (2002) .... Asia
- Crazy as Hell (2002) .... Lupa
- Glitter (2001) .... Roxanne
- Thirteen Conversations About One Thing (2001) .... Dorrie
- Bait (2000) .... Tika
- Nurse Betty (2000) .... Rosa Hernandez
- The Thirteenth Floor (1999) .... amiga de Natasha
- The Unknown Cyclist (1998) .... Lola
- Paulie (1998) .... Ruby
- Shadow of Doubt (1998) .... Conchita Perez
- Runaway Car (1997) (TV) .... Lupe
- From Dusk Till Dawn (1996) .... dançarina do bar
- Coming in Out of the Rain (1993) .... Chrissy

Séries de TV:
- The Unit (2006-2007) .... Mariana Ribera (2 episódios)
- Third Watch (2002-2005).... Sgt. Maritza Cruz (57 episódios)
- Static Shock (2000-2004) .... Talon (voz) (8 episódios)
- The American Embassy (2002) .... Marissa
- The Mind of the Married Man (2001) .... amiga de Missy
- The Wild Thornberrys (1999-2000) .... Santusa (2 episódios)
- Batman do Futuro (2000) .... Trina
- Fame L.A. (1998) .... Tasha
- Ask Harriet (1998) .... Maria Garcia
- Working .... Female Rebel
- Nova York Contra o Crime (1997) .... Wanda Diaz
- Plantão Médico (1996) .... Gloria Lopez
- Malibu Shores (1996) .... Kacey Martinez (10 episódios)
- Sisters (1996) .... P.A.
- Land's End (1995) .... Corina
- Everybody Hates Chris (2008) .... Srta. Rivera (1 episódio)